# Uma Casa em Fanicos
Uma Casa em Fanicos é uma sitcom produzida pela Multicena para RTP em 1998.
O Tio Nico (Nicolau Breyner) é um senhor. Um cavalheiro. Solteirão, vive em casa da sua irmã divorciada, Constança (Lia Gama), e das cinco filhas desta. É “o homem da casa”. 
Nicolau nunca fez nenhum na vida, mas sempre viveu bem. Delapidou a herança razoável deixada pelos seus pais numa vida bem folgada.
Apesar da genuína boa vontade de Nicolau em relação à irmã, às suas sobrinhas e ao mundo dos negócios, a verdade é que o seu mundo tem muito pouco contacto real com o mundo moderno – originando por esse motivo as mais frequentes confusões e embrulhadas, das quais é invariavelmente salvo pela intervenção carinhosa ou das sobrinhas ou da própria irmã. 

## Elenco
- Nicolau Breyner - Tio Nico
- Anita Guerreiro - Ofélia
- Lia Gama - Constança
- Vera Alves - Teresa
- Sofia Aparício - Xana
- Margarida Cardeal - Filipa
- Alexandra Leite - Catarina
- Joana Duarte - Rita
- Salvador Nery - Gonçalo (creditado como Salvador Monteiro)
- Sandra Cóias - Anabela
- Heitor Lourenço - Jorge Vasconcelos
- Lídia Franco - Jacqueline
- Marques D'Arede - Pierre Vicieux
- Guilherme Filipe - Frederico Vilanova
- Tozé Martinho - André
- Isabel Medina -
- Henrique Viana - Saavedra
- Rodolfo Neves

## Atores convidados
- Alexandre Ferreira
- Ana Rocha
- António Cara D'Anjo
- Bruno Schiappa
- Cláudia Negrão
- Cláudio Ramos - Mensageiro
- Elsa Valentim
- Félix Fontoura
- Fernando Lupach
- Gonçalo Diniz
- Joana Seixas
- João Maria Pinto
- Licínio França
- Luís Mascarenhas
- Luís Pavão
- Marco Horácio
- Maria Tavares
- Mário Jacques
- Paula Pais
- Paulo Filipe Monteiro
- Philippe Leroux - Jacques
- Raquel Maria
- Roberto Candeias
- Susana Vitorino